# 高坂ニュータウン
高坂ニュータウン（たかさかニュータウン）は埼玉県東松山市南部にある「むさし緑園都市高坂丘陵地区（高坂地区）」の愛称である。

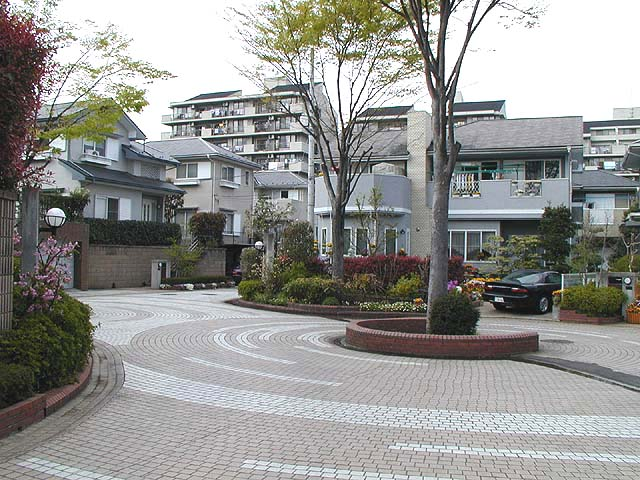
高坂ニュータウン

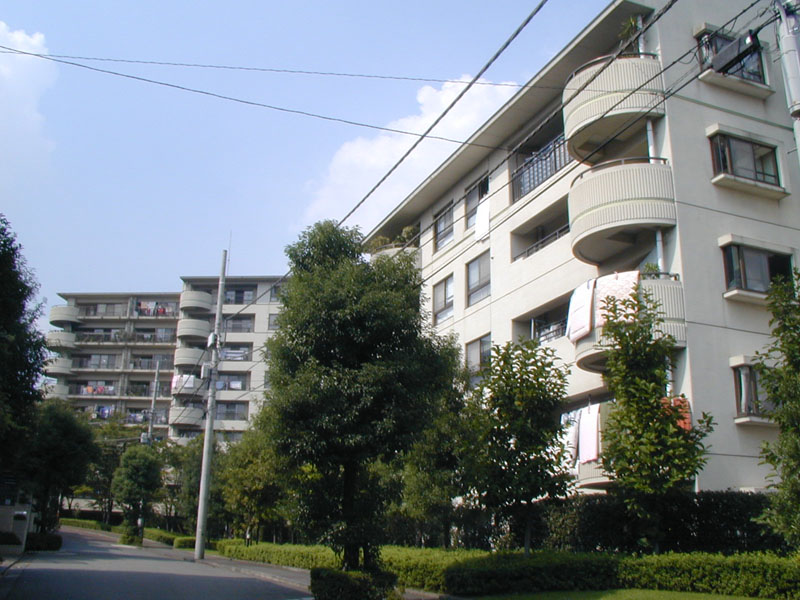
高坂ニュータウン四季の丘の街並み

## 概要
東京池袋から約40km、東武東上線・高坂駅の南西1～2kmまでの範囲に広がる。住宅・都市整備公団（現:都市再生機構）が東武東上線沿線で開発していたニュータウン「むさし緑園都市」の1地区として開発した総面積97.2ヘクタールの開発地区で、1976年（昭和51年）から開発が始まり、1984年（昭和59年）から2008年（平成20年）にかけて分譲開始された。
愛称は「高坂ニュータウン」とされたが、住宅・都市整備公団の名付ける「ニュータウン」とは多摩ニュータウンに代表されるような大規模なものに使われるのが慣例であり、当地区のようなニュータウンの1地区の名称に使われるのは異例である。なお、隣接する高坂駅西口土地区画整理事業（東松山市施行）も駅前広場や駅西口通線の造成を公団が負担しての一体となった整備が行われたこともあり、「高坂ニュータウン店」と付く店舗の多くが高坂丘陵地区外にあるように、高坂駅西口周辺を含めて「高坂ニュータウン」と呼ぶ向きもある。
立地は高坂台地から岩殿丘陵（比企南丘陵）にかけて広がり、街のほぼ真ん中を南北に貫くように関越自動車道が通っており、北東側に高坂駅、南側に高坂サービスエリア、西側に埼玉県こども動物自然公園、南西に東京電機大学が隣接している。
また、総面積の25%が緑地や公園になっており、地区計画による緑化、「クルドサック」と呼ばれる袋小路状の生活道路を各所に採用した優れた街並みと豊富な緑地が高く評価され、1997年（平成9年）に国土交通省の都市景観大賞「都市景観100選」に新興住宅地としては埼玉県で唯一選定されている（なお、都市景観100選では高坂丘陵ニュータウンと書かれている）。そのほか、高坂丘陵地区センターが1992年（平成4年）に、「さいたま建築景観賞（現:彩の国景観賞）」を受賞している。
これは、造成計画では中高層住宅が大半を占める地区として設計され、当初の計画人口は約12,000人とされたため、その人口に見合う緑地割合として設計されたものの、東松山市の意向もあり戸建て住宅中心に計画変更されたことにより、最終的なピーク人口は5,500人程度となったこともあり緑地の割合が高い地区となったものである。
地区内各所に付けられた橋や広場などの名称は、明治末期から大正時代の東松山市唐子地区を舞台とした児童小説「天の園」に出てくる名称が使われている。

### 歩行者専用道路網

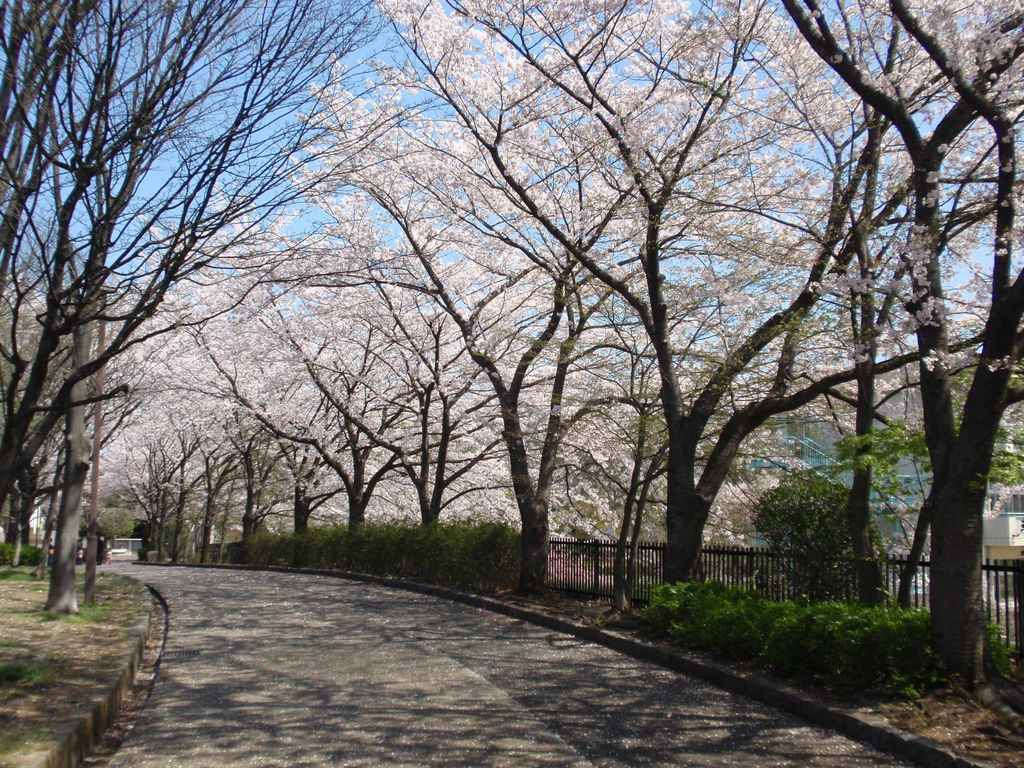
歩行者専用道路「ひきのみち」

当地区の最大の特徴として各所に配置された大小公園とそれを結ぶ歩行者専用道路網があげられる。これは「ひきのみち」（比企の道）をはじめとして、地区を結ぶ大小の歩行者専用道路が網の目のように整備され、地区内の高低差を利用し車道と歩道を立体的部分離することで平面交差を無くして交通事故を発生しにくい安全な環境を実現している。この歩行者専用道路のほとんどは植栽を施した緑道となっており歩道ながら道路幅は広い所では18メートルあり、歩行者専用道沿いに広がる大小の公園とネットワークして、街全体が公園を形成しているような快適なコミュニティ空間を形成している。
尚、高坂駅に向かう歩行者専用道路はないが、地区の中央を通り高坂駅西口に出る高坂駅西通線（高坂並木通り・高坂彫刻プロムナード）は2車線ながら道路幅が4車線道路並みの23メートルあり、両側に6メートル幅の歩道が高坂駅まで続いている。

## 地形
岩殿丘陵の東端に位置しており、低地に変わる手前のなだらかな土地に造成されたため、東側の桜山台や白山台では大半の区画が平坦な地形で、高坂駅西口通線（並木通り）も高坂駅との勾配差はほとんどないため、高坂駅へは徒歩や自転車で行きやすい環境にある。
開発にあたっては造成前の地形を最大限流用する形をとっており、大きな谷地は地形を利用した千年谷公園や松風公園となっており両隣の地区は公園をまたぐ橋によって結ばれている。これらの公園内にある多くの樹木は開発前からあったものである。
地形をそのまま利用したのが最大の特徴であったが、平成以降に造成された地区では当時盛土工事が進んでいた坂戸ニューシティにっさいで大量の土壌が必要になったことから元の地形より大幅に掘り下げる平坦化が行われている。

## 地区
全体的に、ほとんどが住宅地区で占められる。住宅地区は、地域のほぼ中央に高層住宅地区があるが、大半は戸建て住宅地区となっており、土地利用は地区計画によって定められている。
商業店舗は地域のほぼ中央にスーパーマーケット、銀行、郵便局、飲食店、医院などがあるほか、地区から高坂駅にかけて店舗や病院等が立地している。
当地区の団地商店街は当初「高坂パラディ」という名称で歩行者道路ひきのみち沿いに設置される計画があり（虹の橋～かきの木公園の間）、スーパーや銀行などは車道沿いではなく、当初はひきのみち沿いに存在していた。しかし、ライフスタイルの変化により商店街よりチェーン店が求められる時代になっていたことから商店街が作られることはなく、開発途中の1990年頃から計画変更によりスーパー・銀行も並木通り沿いの車道沿いに移設され、新たに商業地区に位置づけられた並木通り沿いには郵便局や飲食店などが誘致された。

### 町名
町名は全て旧小字の地名が由来になっている。
- 〒355-0052　東松山市桜山台（さくらやまだい）
- 〒355-0051　東松山市白山台（はくさんだい）
- 〒355-0054　東松山市旗立台（はたたてだい）
- 〒355-0055　東松山市松風台（まつかぜだい）

## 主な施設

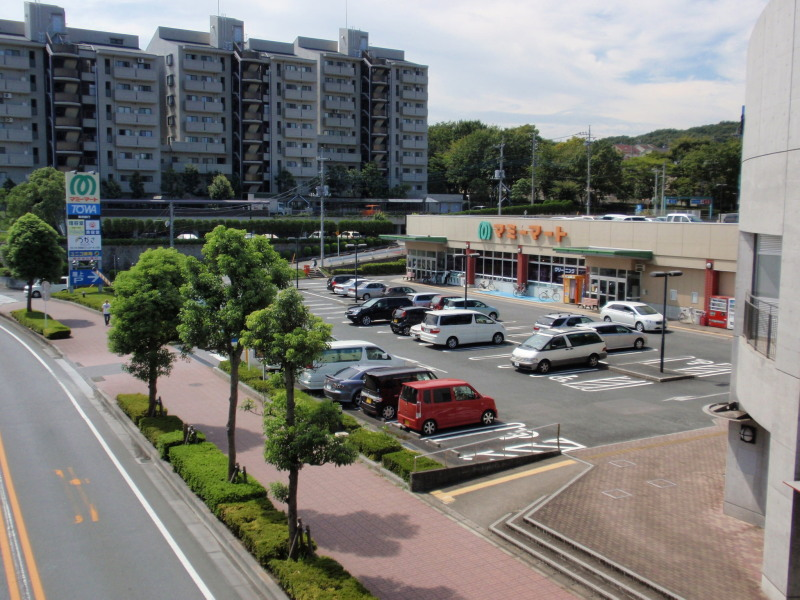
マミーマート松風台店

### 公共施設
- 東松山市高坂丘陵市民活動センター
- 東松山警察署高坂西交番
- 東松山白山台郵便局

### 学校
- 東松山市立桜山小学校
- 東松山市立白山中学校
- 大東文化大学緑山キャンパス（旧：東松山市立緑山小学校）

### 商業施設
- 高坂丘陵ショッピングプラザ（マミーマート棟）[2]
  - マミーマート 松風台店
  - クリーニング共栄 松風台店
  - ベーカリーエピ マミーマート松風台店
  - 理容室カットハウス・フレンズ
  - 美容室パレ・デュ・ソレイユ
  - クオール薬局 高坂店
- 高坂丘陵ショッピングプラザ（東和銀行棟）
  - 東和銀行 東松山支店高坂出張所[3]
- 手打ちうどんそば つかもと
- 茶菓の里おおとも

### 医院
- つかさクリニック
- 長嶺歯科医院
- 志道接骨院

### 周辺
（半径1km圏）
- いとう小児科
- サンクリニック
- 新井クリニック
- 笠原クリニック
- 宏仁会高坂醫院
- 高坂耳鼻咽喉科医院
- ファミリーマート 東松山岩殿店、大野高坂駅西口店
- セブンイレブン 高坂駅西口店、東松山元宿店
- クリエイトSD 東松山高坂店
- マミーマート マミープラス高坂店
- 高坂駅
- 高坂彫刻プロムナード【高田博厚彫刻群】
- 東松山市立高坂図書館
- 高坂市民活動センター
- 南地区体育館
- 東松山消防署高坂分署
- 関越自動車道 高坂サービスエリア - ウォークインゲートを使って下道から入ることが出来る
- 埼玉県こども動物自然公園
- 埼玉県こども動物自然公園 散策路・クロスカントリーコース
- 東京電機大学 埼玉鳩山キャンパス（鳩山町）

## 公園

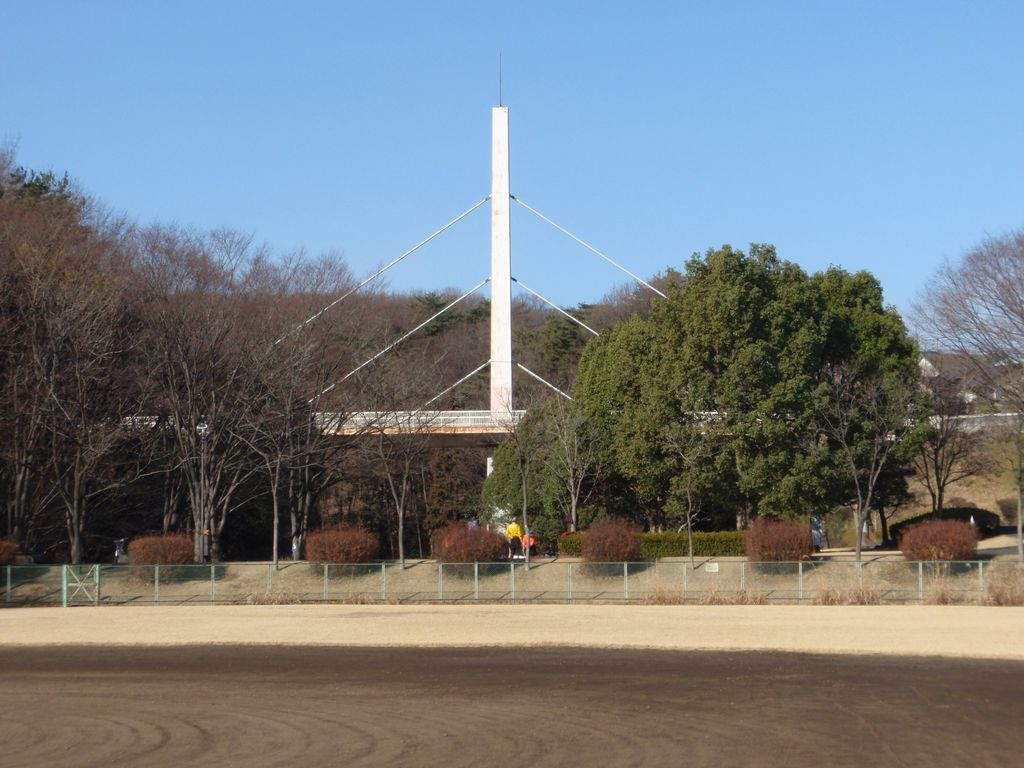
千年谷公園と山の辺橋

### 公園
- 千年谷公園（旗立台）
  - 駐車場、野球場、テニスコート、壁打ちコート、児童広場併設
- 松風公園（松風台）
  - 雲っこ広場（児童広場）
- ゆすらうめ公園（桜山台）
- くりの実公園（桜山台）
- 中丸緑地（桜山台）
- かりん緑地（桜山台）
- やまもも公園（白山台）
- あんず公園（白山台）
- なつめ公園（旗立台）
- ちごさわの森（旗立台）
- みはらし緑地（旗立台）
- かきの木公園（松風台）

### 都市緑地
- 桜山緑地（桜山台）
- つつじ緑地（旗立台）
- 竹の子緑地（桜山台）
- りんご緑地（白山台）

### 史跡
- はにわの丘（桜山窯跡群、東松山市指定史跡）（桜山台）

## アクセス

### 交通機関
- 東武東上線 「高坂駅」南西約1～2km（最も近い地区で徒歩約15分程度）

### 路線バス
- 高坂駅西口から川越観光バス「高坂ニュータウン入口」バス停まで約3分～「旗立台」バス停まで約6分（白山台郵便局経由便）
  - TA11系統：高坂駅（西口）－桜山台経由－東京電機大学本館前

高坂駅 - 西本宿 - 並木通り中央 - 高坂ニュータウン入口 - 桜山小学校 - 桜山台 - 虹の橋 - 松風台 - 松の木橋 - 旗立台 - (旗立台南) - 東京電機大学本館前
  - TA12系統：高坂駅（西口）－白山台郵便局経由－東京電機大学本館前

高坂駅 - 西本宿 - 並木通り中央 - 高坂ニュータウン入口 - 白山台郵便局 - 松風台 - 松の木橋 - 旗立台 - (旗立台南) - 東京電機大学本館前

※旗立台南バス停は高坂駅ゆきのみ設置。

### 道路
- 関越自動車道
  - 鶴ヶ島インターチェンジから約6km（国道407号→「南活センター南」交差点左折）
  - 東松山インターチェンジから約4km（国道254号→「インター前」交差点右折→「米山大橋(北)」交差点右折）

## 歴史
- 1976年（昭和51年） - 東松山都市計画事業 高坂丘陵土地区画整理事業許可
- 1977年（昭和52年）3月 - 事業開始
- 1984年（昭和59年）4月 - 東武バス、高坂ニュータウン循環線開業
- 1984年（昭和59年）4月 - 東松山市立桜山小学校開校
- 1984年（昭和59年）4月 - 分譲開始[4]
- 1985年（昭和60年）4月 - 東松山市立白山中学校開校
- 1985年（昭和60年）9月 - 千年谷公園野球場完成
- 1896年（昭和61年））3月 - 高坂駅西通線供用開始（高坂駅西口駅前広場完成）
- 1986年（昭和61年）4月 - 東武バス、なつめ公園線（高坂駅～なつめ公園）開業。なつめ公園折返場新設
- 1987年（昭和62年）7月 - 換地処分公告
- 1989年（平成元年） - 千年谷公園野外ステージ完成
- 1989年（平成元年）11月 -  高層住宅、エステスクエア松風台（地上9階建、68戸）分譲開始。
- 1990年（平成2年）1月 - 高層住宅、高坂ニュータウン四季の丘（A,B棟：地上9階建、C棟：地上6階建、計132戸）分譲開始。
- 1991年（平成3年）4月 - 東松山市立緑山小学校開校[5]
- 1991年（平成3年）11月 - 高坂駅-なつめ公園間に深夜バス運転開始
- 1992年（平成4年）4月 - 高坂丘陵地区センター完成
- 1992年（平成4年）11月 - 高坂丘陵地区センターが第6回さいたま景観賞受賞
- 1997年（平成9年） - 都市景観百選受賞
- 1997年（平成9年）7月 - マミーマート松風台店開業（ヨークマート高坂店とテナント入れ替わり）
- 1998年（平成10年）3月 - マミーマート松風台店移転オープン[6]
- 1998年（平成10年） - 東武バス、なつめ公園線が東京電機大学へ延長（なつめ公園バス停廃止）
- 1999年（平成11年）4月 - 東松山警察署 高坂西交番完成
- 2006年（平成18年）3月 - 東松山市立緑山小学校閉校[7]。その後、大東文化大学緑山キャンパスとなる
- 2008年（平成20年） - 戸建分譲地区、コモンライフ白山台分譲開始
- 2008年（平成20年） - 戸建分譲地区、ブルーミングガーデン松風台、ブルーミングガーデン旗立台分譲開始

## その他
- 高坂ニュータウンではテレビ番組のロケによく選定されており、近年でも仮面ライダー剣や燃えろ!!ロボコンなどに出てきている。
  - 代表的な例

特警ウインスペクター
特救指令ソルブレイン
特捜エクシードラフト
特捜ロボ　ジャンパーソン
重甲ビーファイター
ビーファイターカブト
ビーロボカブタック
テツワン探偵ロボタック
スーパー戦隊シリーズ